# Llista de topònims de la Febró
Llista de topònims (noms propis de lloc) del municipi de la Febró, al Baix Camp
Informació actualitzada per un bot. Els canvis manuals es perdran quan s'actualitzi!

## cova
| imatge | Nom              | Ubicat a | instància de | Detalls | coordenades                                                          | Protecció | Commons (més fotos) | Dades a WD                    |
| ------ | ---------------- | -------- | ------------ | ------- | -------------------------------------------------------------------- | --------- | ------------------- | ----------------------------- |
|        | Cova Serena      | la Febró | cova         |         | 41° 16′ 26″ N, 0° 58′ 55″ E / 41.2739761796589°N,0.981806255273401°E |           |                     | Modifica les dades a Wikidata |
|        | cova de la Vila  | la Febró | cova         |         | 41° 17′ 00″ N, 1° 00′ 49″ E / 41.2833902847299°N,1.01348144161102°E  |           |                     | Modifica les dades a Wikidata |
|        | cova del Barret  | la Febró | cova         |         | 41° 16′ 26″ N, 1° 01′ 25″ E / 41.2737739806647°N,1.02361084452142°E  |           |                     | Modifica les dades a Wikidata |
|        | cova del Corral  | la Febró | cova         |         | 41° 17′ 01″ N, 1° 00′ 49″ E / 41.2836165800487°N,1.0135462208151°E   |           |                     | Modifica les dades a Wikidata |
|        | cova dels Coloms | la Febró | cova         |         | 41° 16′ 59″ N, 1° 00′ 30″ E / 41.2831563062142°N,1.00828239615443°E  |           |                     | Modifica les dades a Wikidata |

## edifici
| imatge | Nom                                | Ubicat a | instància de   | Detalls | coordenades                                          | Protecció | Commons (més fotos)                | Dades a WD                    |
| ------ | ---------------------------------- | -------- | -------------- | ------- | ---------------------------------------------------- | --------- | ---------------------------------- | ----------------------------- |
|        | Antiga casa de la vila de la Febró | la Febró | edifici        |         | 41° 16′ 38″ N, 1° 00′ 16″ E / 41.277097°N,1.004471°E |           | Antiga casa de la vila de la Febró | Modifica les dades a Wikidata |
|        | Hostal de la Perdiu                | la Febró | edifici hostal |         | 41° 16′ 37″ N, 1° 00′ 15″ E / 41.277043°N,1.004272°E |           | Hostal de la Perdiu                | Modifica les dades a Wikidata |

## església
| imatge | Nom                      | Ubicat a | instància de     | Detalls                     | coordenades                                                                 | Protecció                                  | Commons (més fotos)     | Dades a WD                    |
| ------ | ------------------------ | -------- | ---------------- | --------------------------- | --------------------------------------------------------------------------- | ------------------------------------------ | ----------------------- | ----------------------------- |
|        | Mare de Déu de Rocacorba | la Febró | església oratori | Estat: ruïnós               | 41° 17′ 12″ N, 1° 00′ 11″ E / 41.286767529661°N,1.00304970122792°E 873 msnm |                                            |                         | Modifica les dades a Wikidata |
|        | Sant Esteve de la Febró  | la Febró | església         | Estil: arquitectura popular | 41° 16′ 39″ N, 1° 00′ 16″ E / 41.2775°N,1.00456°E                           | bé integrant del patrimoni cultural català | Sant Esteve de la Febró | Modifica les dades a Wikidata |

## masia
| imatge | Nom                   | Ubicat a | instància de | Detalls                                                       | coordenades                                                          | Protecció                   | Commons (més fotos)   | Dades a WD                    |
| ------ | --------------------- | -------- | ------------ | ------------------------------------------------------------- | -------------------------------------------------------------------- | --------------------------- | --------------------- | ----------------------------- |
|        | Caseta de l'Avellanar | la Febró | masia        |                                                               | 41° 17′ 01″ N, 0° 59′ 51″ E / 41.2835613564828°N,0.997368158293828°E |                             |                       | Modifica les dades a Wikidata |
|        | Caseta del Barret     | la Febró | masia        |                                                               | 41° 16′ 34″ N, 1° 01′ 01″ E / 41.276055515077°N,1.0168600420862°E    |                             |                       | Modifica les dades a Wikidata |
|        | Mas d'en Porrera      | la Febró | masia        |                                                               | 41° 16′ 27″ N, 0° 58′ 13″ E / 41.2741450692223°N,0.970411226889571°E |                             |                       | Modifica les dades a Wikidata |
|        | Mas de Casals         | la Febró | masia        |                                                               | 41° 16′ 52″ N, 0° 58′ 21″ E / 41.2810708369379°N,0.972417474440858°E |                             |                       | Modifica les dades a Wikidata |
|        | Mas de Mansó          | la Febró | masia        |                                                               | 41° 16′ 27″ N, 1° 00′ 45″ E / 41.2741581906881°N,1.01244816771869°E  |                             |                       | Modifica les dades a Wikidata |
|        | Mas de l'Ermitanet    | la Febró | masia        |                                                               | 41° 17′ 14″ N, 1° 00′ 46″ E / 41.287267147983°N,1.01265926635944°E   |                             |                       | Modifica les dades a Wikidata |
|        | Mas de l'Helena       | la Febró | masia        |                                                               | 41° 15′ 37″ N, 0° 59′ 46″ E / 41.2603555920553°N,0.996131835714526°E |                             |                       | Modifica les dades a Wikidata |
|        | Mas de la Verda       | la Febró | masia        |                                                               | 41° 16′ 42″ N, 0° 59′ 26″ E / 41.278300766°N,0.99052473945293°E      |                             |                       | Modifica les dades a Wikidata |
|        | Mas de la Xecona      | la Febró | masia        |                                                               | 41° 16′ 29″ N, 1° 01′ 01″ E / 41.2746959482395°N,1.01699260747863°E  |                             |                       | Modifica les dades a Wikidata |
|        | Mas del Barret        | la Febró | masia        |                                                               | 41° 16′ 34″ N, 1° 01′ 20″ E / 41.2761205058014°N,1.02231027690408°E  |                             |                       | Modifica les dades a Wikidata |
|        | Mas del Panxó         | la Febró | masia        |                                                               | 41° 16′ 18″ N, 1° 00′ 46″ E / 41.2716252888717°N,1.01285930280296°E  |                             |                       | Modifica les dades a Wikidata |
|        | Mas dels Frares       | la Febró | masia        | Arquitecte: Josep Simó i Bofarull Estil: arquitectura popular | 41° 15′ 32″ N, 0° 59′ 02″ E / 41.259°N,0.98397°E                     | bé cultural d'interès local |                       | Modifica les dades a Wikidata |
|        | Masos de Galzeran     | la Febró | masia        | Estil: arquitectura popular                                   | 41° 16′ 30″ N, 0° 58′ 56″ E / 41.275049°N,0.982157°E                 | bé cultural d'interès local | Els masos de Galzeran | Modifica les dades a Wikidata |

## muntanya
| imatge | Nom       | Ubicat a | instància de | Detalls | coordenades                                                          | Protecció | Commons (més fotos) | Dades a WD                    |
| ------ | --------- | -------- | ------------ | ------- | -------------------------------------------------------------------- | --------- | ------------------- | ----------------------------- |
|        | Rocacorba | la Febró | muntanya     |         | 41° 17′ 20″ N, 1° 00′ 00″ E / 41.2888°N,1.00011°E 949.9 msnm         |           |                     | Modifica les dades a Wikidata |
|        | la Mola   | la Febró | muntanya     |         | 41° 16′ 53″ N, 0° 59′ 33″ E / 41.2813°N,0.992467°E 942 msnm          |           | La Mola (la Febró)  | Modifica les dades a Wikidata |
|        | la Moleta | la Febró | muntanya     |         | 41° 17′ 33″ N, 0° 58′ 26″ E / 41.29254444°N,0.97385556°E 1027.5 msnm |           |                     | Modifica les dades a Wikidata |
|        | la Punta  | la Febró | muntanya     |         | 41° 15′ 43″ N, 0° 59′ 19″ E / 41.2619°N,0.988564°E 982.9 msnm        |           |                     | Modifica les dades a Wikidata |

## serra
| imatge | Nom                 | Ubicat a           | instància de | Detalls | coordenades                                                        | Protecció | Commons (més fotos) | Dades a WD                    |
| ------ | ------------------- | ------------------ | ------------ | ------- | ------------------------------------------------------------------ | --------- | ------------------- | ----------------------------- |
|        | Serra Plana         | Capafonts la Febró | serra        |         | 41° 16′ 49″ N, 1° 01′ 24″ E / 41.2802°N,1.02335°E 991.2 msnm       |           |                     | Modifica les dades a Wikidata |
|        | Serret de Voltora   | Capafonts la Febró | serra        |         | 41° 17′ 15″ N, 1° 00′ 39″ E / 41.2875°N,1.01071°E 990.8 msnm       |           |                     | Modifica les dades a Wikidata |
|        | serra de la Mussara | Vilaplana la Febró | serra        |         | 41° 15′ 29″ N, 1° 03′ 21″ E / 41.25798056°N,1.05577778°E 1056 msnm |           | Serra de la Mussara | Modifica les dades a Wikidata |

## Misc
| imatge | Nom                         | Ubicat a                        | instància de                                   | Detalls                     | coordenades | Protecció                                  | Commons (més fotos)         | Dades a WD                    |
| ------ | --------------------------- | ------------------------------- | ---------------------------------------------- | --------------------------- | --- | ------------------------------------------ | --------------------------- | ----------------------------- |
|        | Casa de la vila de la Febró | la Febró                        | casa consistorial                              |                             | 41° 16′ 38″ N, 1° 00′ 17″ E / 41.27711°N,1.004605°E                                                                         |                                            | Casa de la vila de la Febró | Modifica les dades a Wikidata |
|        | Centre històric de la Febró | la Febró                        | centre històric                                | Estil: arquitectura popular | 41° 16′ 38″ N, 1° 00′ 14″ E / 41.277301°N,1.004015°E                                                                        | bé cultural d'interès local                |                             | Modifica les dades a Wikidata |
|        | Molí de la Febró            | la Febró                        | molí d'aigua                                   | Estil: arquitectura popular | 41° 16′ 26″ N, 0° 59′ 24″ E / 41.273795°N,0.989866°E                                                                        | bé integrant del patrimoni cultural català |                             | Modifica les dades a Wikidata |
|        | avencs de la Febró          | la Febró                        | avenc                                          |                             | 41° 15′ 59″ N, 1° 01′ 06″ E / 41.266347°N,1.018339°E                                                                        |                                            | Avencs de la Febró          | Modifica les dades a Wikidata |
|        | font d'en Marc              | la Febró                        | font                                           |                             | 41° 15′ 44″ N, 0° 59′ 01″ E / 41.2622441636607°N,0.983588125263701°E                                                        |                                            |                             | Modifica les dades a Wikidata |
|        | la Creu de Ferro            | la Febró                        | creu monumental                                |                             | 41° 17′ 03″ N, 1° 00′ 59″ E / 41.2842619959898°N,1.01649992485841°E 937 msnm                                                |                                            |                             | Modifica les dades a Wikidata |
|        | la Febró                    | la Febró                        | entitat singular de població capital municipal | 36 hab                      | 41° 16′ 40″ N, 1° 00′ 17″ E / 41.2777934°N,1.00460558°E 760 msnm                                                            |                                            |                             | Modifica les dades a Wikidata |
|        | riu de Siurana              | Baix Camp Priorat Ribera d'Ebre | curs d'aigua                                   | Desemboca: Ebre Llarg: 50km | 41° 16′ 37″ N, 0° 59′ 58″ E / 41.276988°N,0.999557°E 41° 07′ 54″ N, 0° 38′ 41″ E / 41.13170194444445°N,0.6447438888888889°E |                                            | Riu de Siurana              | Modifica les dades a Wikidata |